# 基隆島燈塔
基隆島燈塔是一座位於台灣基隆港外海基隆嶼山頂的燈塔，為台灣地區最早使用太陽能發電的燈塔，目前無人駐守。

## 地理
基隆島燈塔位於距離基隆港外5公里處的基隆嶼山頂上。基隆嶼位於黑潮主流與支流匯合處，長年受東北季風吹蝕，島嶼四周海蝕地形發達，附近經常發生海難，故有「魔鬼礁」之稱謂。基隆港外海暗礁危岩密布，險象環生，自基隆港開港以來船難頻傳。因此附近海岸建有多座燈塔。

## 歷史
基隆嶼及和平島並列為基隆港出入的門面，但基隆嶼的發展卻遠遠落後，當和平島蓬勃發展時岸壁陡峭的基隆嶼僅為一個各國船隻進出港口的辨識目標，向無人煙的基隆嶼也因此得以保存它的粗獷原始風光。
為了彌補野柳燈桿與鼻頭角燈塔光程的不足，中華民國政府1980年在基隆嶼山頂上建造基隆島燈塔。1980年11月1日興建完成開燈。1990年光力由3,500燭光增強至8,000燭光。1998年因全島無電力供應，改設太陽能發電，為台灣最早使用太陽能發電的燈塔。2006年加裝風力發電輔助。
1992年基隆市政府為拓展地方觀光旅遊事業，決定將基隆嶼開發成休閒遊憩的據點。市政府及交通部觀光局在島上鋪設木棧道、登山圍欄、涼亭、碼頭等多項設施。由登山步道可抵達山頂上的基隆島燈塔，但因山頂稜線兩側為懸崖，且未設置護欄，所以起初並未開放給遊客參觀。

## 結構
基隆島燈塔全由台灣自行設計建造而成。興建之初的泥沙材料全由鋼纜吊運，但因島嶼四面成崖，坡度都在60度以上，須工人每天在羊腸小徑來回跋涉現場施作，承包商在建造過程中虧損連連。最終靠海關出動「第一代運星艦」協助載運工人材料，才得以建設完成。
建成後的燈塔為八角形混凝土塔，漆黑白相間垂直條紋，塔高12.3公尺。基隆嶼高度170餘公尺，燈高189.3公尺，為台灣地區僅次於蘭嶼燈塔的燈高第二高燈塔。使用四等電燈，白閃光5秒，光力3,500燭光，使用空氣電瓶供電。後來光力增強至8,000燭光並改由太陽能發電及風力發電輔助。

## 備註
1. ↑  基隆島燈塔為海軍地圖稱呼，常被民眾稱為基隆嶼燈塔。主管機關交通部航港局為求一致而統一稱為基隆島燈塔[1]。

## 外部連結
- 交通部觀光局基隆島燈塔 （页面存档备份，存于）
- 交通部航港局基隆島燈塔 （页面存档备份，存于）